# Augochloropsis diversipennis
Augochloropsis diversipennis là một loài Hymenoptera trong họ Halictidae. Loài này được Lepeletier mô tả khoa học năm 1841.